# 2025–2026-os Európa-liga (selejtezők)
A 2025–2026-os Európa-liga selejtezőit négy fordulóban bonyolítják le 2025. július 10. és augusztus 28. között. A bajnoki ágon azok a bajnokcsapatok szerepelnek, amelyek az UEFA-bajnokok ligája selejtezőjének bajnoki ágáról kerültek át. A nem bajnoki ágon azok a csapatok szerepelnek, amelyek az Európa-ligába indulási jogot szereztek és nem kerültek közvetlenül az alapszakaszba, illetve az UEFA-bajnokok ligája selejtezőjének nem bajnoki ágáról kerültek át.

## Lebonyolítás
Bajnoki ág
- 3. selejtezőkör (12 csapat): 12 vesztes az UEFA-bajnokok ligája 2. selejtezőkörének bajnoki ágáról.

Főág
- 1. selejtezőkör (16 csapat): 16 csapat lépett be a körben.
- 2. selejtezőkör (16 csapat): 8 csapat lépett be a körben, és 8 győztes az 1. selejtezőkörből.
- 3. selejtezőkör (14 csapat): 4 csapat lépett be a körben, 2 vesztes az UEFA-bajnokok ligája 2. selejtezőkörének nem bajnoki ágáról, és 8 győztes a 2. selejtezőkörből.

A 3. selejtezőkör győztesei a rájátszásba kerültek, ahol összevontan egy ág volt.
- Rájátszás (24 csapat): 5 csapat lépett be a körben, 6 vesztes az UEFA-bajnokok ligája 3. selejtezőkörének bajnoki ágáról, 6 győztes a 3. selejtezőkör bajnoki ágáról, és 7 győztes a 3. selejtezőkör főágáról.

A vesztes csapatok átkerültek az Konferencia Ligába a következők szerint:
- Az 1. selejtezőkör 8 vesztes csapata átkerült a Konferencia Liga 2. selejtezőkörének főágára.
- A 2. selejtezőkör 8 vesztes csapata átkerült a Konferencia Liga 3. selejtezőkörének főágára.
- A 3. selejtezőkör bajnoki ágának 6 vesztes csapata átkerült a Konferencia Liga rájátszásának bajnoki ágára.
- A 3. selejtezőkör főágának 7 vesztes csapata átkerült a Konferencia Liga rájátszásának főágára.
- A rájátszás főágának 12 vesztes csapata átkerült a Konferencia Liga alapszakaszába.

## Formátum
A fordulók párosításait oda-visszavágós rendszerben játszották. Mindkét csapat játszott egyszer pályaválasztóként. A két találkozó végén az összesítésben jobbnak bizonyuló csapat jutott tovább a következő körbe. Ha az összesítésnél az eredmény döntetlen volt, akkor 30 perces hosszabbítást játszottak a második mérkőzés rendes játékidejének lejárta után. Ha a hosszabbítás után is döntetlen volt az állás, akkor büntetőpárbaj döntött a győztesről.
A sorsolásoknál az UEFA-együtthatók alapján a csapatokat kiemelt és nem kiemelt csapatokra osztották. A kiemelt csapat egy nem kiemelt csapatot kapott ellenfélül. Ha a sorsoláskor a csapat kiléte nem ismert, akkor az adott párosításban a magasabb együtthatót vették alapul. A sorsolások előtt az UEFA csoportokat alakított ki, amelyeknek a lebonyolítás szempontjából nem volt jelentősége. Azonos tagországba tartozó csapatok, illetve politikai okok miatt, az UEFA által eldöntött esetekben nem voltak sorsolhatók egymással.

## Fordulók és időpontok
A fordulók időpontjai a következők:
| Forduló         | Sorsolás           | 1. mérkőzés         | 2. mérkőzés         |
| --------------- | ------------------ | ------------------- | ------------------- |
| 1. selejtezőkör | 2025. június 17.   | 2025. július 10.    | 2025. július 17.    |
| 2. selejtezőkör | 2025. június 18.   | 2025. július 24.    | 2025. július 31.    |
| 3. selejtezőkör | 2025. július 21.   | 2025. augusztus 7.  | 2025. augusztus 14. |
| Rájátszás       | 2025. augusztus 4. | 2025. augusztus 21. | 2025. augusztus 28. |

## 1. selejtezőkör
Az 1. selejtezőkör sorsolását 2025. június 17-án tartották.

### 1. selejtezőkör, kiemelés
Az 1. selejtezőkörben 16 csapat vett részt. A kiemelés a klubok 2025-ös együtthatói alapján történt. Az elsőként kisorsolt csapat volt az első mérkőzés pályaválasztója.
| Csoport 1                                                   | Csoport 1                            | Csoport 2                                                 | Csoport 2                                         |
| Kiemelt                                                     | Nem Kiemelt                          | Kiemelt                                                   | Nem Kiemelt                                       |
| ----------------------------------------------------------- | ------------------------------------ | --------------------------------------------------------- | ------------------------------------------------- |
| - Sahtar Doneck - Sheriff Tiraspol - Celje - Spartak Trnava | - Häcken - Sabah - Ilves - Prishtina | - Legia Warszawa - Partizan - CFR Cluj - Hapóél Beér-Seva | - AEK Lárnakasz - Paks - Levszki Szofija - Aktöbe |

### 1. selejtezőkör, párosítások
Az első mérkőzéseket július 10-én, a második mérkőzéseket július 17-én játszották. A párosítások győztesei a 2. selejtezőkörbe kerültek. A vesztesek a KL 2. selejtezőkörének főágára kerültek.
| 1. csapat        | Össz.Tooltip Aggregate score | 2. csapat        | 1. mérk. | 2. mérk.   |
| ---------------- | ---------------------------- | ---------------- | -------- | ---------- |
| Sahtar Doneck    | 6–0                          | Ilves            | 6–0      | 0–0        |
| Sheriff Tiraspol | 5–2                          | Prishtina        | 4–0      | 1–2        |
| Spartak Trnava   | 2–3                          | Häcken           | 0–1      | 2–2        |
| Sabah            | 5–6                          | Celje            | 2–3      | 3–3 (h.u.) |
| Legia Warszawa   | 2–0                          | Aktöbe           | 1–0      | 1–0        |
| Levszki Szofija  | 1–1 (t. 3-1)                 | Hapóél Beér-Seva | 0–0      | 1–1(h.u.)  |
| AEK Lárnakasz    | 2–2 (t. 6-5)                 | Partizan         | 1–0      | 1–2 (h.u.) |
| Paks             | 0–3                          | CFR Cluj         | 0–0      | 0–3        |

### 1. selejtezőkör, mérkőzések
| 2025. július 10. 20:00 |

| Sahtar Doneck                                                                     | 6–0               | Ilves |
| --------------------------------------------------------------------------------- | ----------------- | ----- |
| Allison Santana 26' 47' Kauã Elias 43' Kevin Santos 74' Pedrinho 87' Newerton 90' | (2–0) Jegyzőkönyv |       |

| Stožice Stadium, Ljubljana Nézőszám: 650 Játékvezető: Marc Nagtegaal (holland) |

| 2025. július 17. 18:00 (19:00 UTC+3) |

| Ilves | 0-0               | Sahtar Doneck |
| ----- | ----------------- | ------------- |
|       | (0-0) Jegyzőkönyv |               |

| Tammelan Stadion, Tampere Nézőszám: 7,315 Játékvezető: Mohammad Usman Aslam (norvég) |

| 2025. július 10. 19:00 (20:00 UTC+3) |

| Sheriff Tiraspol             | 4–0               | Prishtina |
| ---------------------------- | ----------------- | --------- |
| Bayala 11' 19' 74' Odede 79' | (2–0) Jegyzőkönyv |           |

| Sheriff Arena, Tiraszpol Nézőszám: 6,223 Játékvezető: Dario Bel (horvát) |

| 2025. július 17. 20:00 |

| Prishtina             | 2-1               | Sheriff Tiraspol |
| --------------------- | ----------------- | ---------------- |
| Namani 56' Ahmeti 65' | (0-0) Jegyzőkönyv | Serobyan 51'     |

| Fadil Vokrri Stadium, Pristina Nézőszám: 1,320 Játékvezető: Henrik Nalbandyan (örmény) |

| 2025. július 10. 20:15 |

| Spartak Trnava | 0–1               | Häcken     |
| -------------- | ----------------- | ---------- |
|                | (0–0) Jegyzőkönyv | Nioule 63' |

| Anton Malatinský Stadion, Nagyszombat Nézőszám: 10,125 Játékvezető: Csonka Bence (magyar) |

| 2025. július 17. 19:00 |

| Häcken                               | 2-2               | Spartak Trnava                     |
| ------------------------------------ | ----------------- | ---------------------------------- |
| Gustafson 13' (11-esből) Dembe 90+6' | (1-0) Jegyzőkönyv | Procházka 65' Moistsrapishvili 82' |

| Bravida Arena, Göteborg Nézőszám: 3,636 Játékvezető: Ivar Orri Kristjansson (izlandi) |

| 2025. július 10. 18:00 (20:00 UTC+4) |

| Sabah                      | 2–3               | Celje                       |
| -------------------------- | ----------------- | --------------------------- |
| Šafranko 3' 18' (11-esből) | (2–1) Jegyzőkönyv | Kovačević 7' 78' Hrka 90+4' |

| Bank Respublika Arena, Masazir Nézőszám: 7,000 Játékvezető: Daniyar Sakhi (kazak) |

| 2025. július 17. 20:00 |

| Celje                                                | 3-3 (h.u.)                | Sabah              |
| ---------------------------------------------------- | ------------------------- | ------------------ |
| Kovačević 19' (11-esből) Vuklišević 49' Iosifov 108' | (1-1,2-3,2-3) Jegyzőkönyv | Mickels 9' 63' 66' |

| Stadion Z'dežele, Celje Nézőszám: 3,068 Játékvezető: Dragomir Draganov (bolgár) |

| 2025. július 10. 21:00 |

| Legia Warszawa   | 1–0               | Aktöbe |
| ---------------- | ----------------- | ------ |
| Bichakhchyan 25' | (1–0) Jegyzőkönyv |        |

| Stadion Wojska Polskiego, Varsó Nézőszám: 12,239 Játékvezető: Dalibor Černý (cseh) |

| 2025. július 17. 18:00 (21:00 UTC+5) |

| Aktöbe | 0-1               | Legia Warszawa |
| ------ | ----------------- | -------------- |
|        | (0-0) Jegyzőkönyv | Eitim 90+1'    |

| Koblandy Batyr Stadium, Aktöbe Nézőszám: 12,190 Játékvezető: Granit Maqedonci (svéd) |

| 2025. július 10. 19:30 (20:30 UTC+3) |

| Levszki Szofija | 0–0               | Hapóél Beér-Seva |
| --------------- | ----------------- | ---------------- |
|                 | (0–0) Jegyzőkönyv |                  |

| Georgi Asparuhov Stadium, Szófia Nézőszám: 15,467 Játékvezető: Ladislav Szikszay (cseh) |

| 2025. július 17. 20:00 |

| Hapóél Beér-Seva           | 1-1 (t.1-3)               | Levszki Szofija               |
| -------------------------- | ------------------------- | ----------------------------- |
| Turgeman 105+3'            | (0-0,0-0,1-0) Jegyzőkönyv | Sangaré 114'                  |
| Büntetőpárbaj              |                           |                               |
| Almog Kangwa Turgeman Levy | 1–3                       | Rupanov Fabian Makoun Sangaré |

| Városi Stadion, Nyíregyháza Nézőszám: 721 Játékvezető: Florian Badstübner (német) |

| 2025. július 10. 18:30 (19:30 UTC+3) |

| AEK Lárnakasz | 1–0               | Partizan |
| ------------- | ----------------- | -------- |
| Cabrera 67'   | (0–0) Jegyzőkönyv |          |

| AEK Arena, Lárnaka Nézőszám: 4,127 Játékvezető: Jacob Karlsen (dán) |

| 2025. július 17. 21:00 |

| Partizan                                                                   | 2-1 (t. 5-6)                    | AEK Lárnakasz                                                           |
| -------------------------------------------------------------------------- | ------------------------------- | ----------------------------------------------------------------------- |
| Ugrešić 69' Jovanović 118'                                                 | ((0-0,1-0,1-1,2-1)) Jegyzőkönyv | Milošević 104' (öngól)                                                  |
| Büntetőpárbaj                                                              |                                 |                                                                         |
| Natcho Milovanović Roganović Kalulu Karabelyov A.Kostić Jovanović B.Kostić | 5–6                             | Miličević Ledes Gustavo Jimmy Suárez Chacón Ivanović Pons Miramón Gnali |

| Partizan Stadion, Belgrád Nézőszám: 23,253 Játékvezető: Gustavo Correia (portugál) |

| 2025. július 10. 19:00 |

| Paks | 0-0               | CFR Cluj |
| ---- | ----------------- | -------- |
|      | (0-0) Jegyzőkönyv |          |

| Fehérvári úti stadion, Paks Nézőszám: 3,916 Játékvezető: Pavle Ilić (szerb) |

| 2025. július 17. 19:30 (20:30 UTC+30) |

| CFR Cluj                                         | 3-0               | Paks |
| ------------------------------------------------ | ----------------- | ---- |
| Alin Fică 35' Louis Munteanu 85' Karlo Muhar 90' | (1-0) Jegyzőkönyv |      |

| Dr. Constantin Rădulescu Stadion, Kolozsvár Nézőszám: 6,512 Játékvezető: Kyriakos Athanasiou (ciprusi) |

## 2. selejtezőkör
A 2. selejtezőkör sorsolását 2025. június 18-án tartották.

### 2. selejtezőkör, kiemelés
A 2. selejtezőkörben 16 csapat vett részt. A kiemelés a klubok 2025-ös együtthatói alapján történt. A csapatokat 2 csoportra osztották. Az elsőként kisorsolt csapat volt az első mérkőzés pályaválasztója.
| 1. csoport                                        | 1. csoport                                           | 2. csoport                                                    | 2. csoport                                |
| Kiemelt                                           | Nem Kiemelt                                          | Kiemelt                                                       | Nem Kiemelt                               |
| ------------------------------------------------- | ---------------------------------------------------- | ------------------------------------------------------------- | ----------------------------------------- |
| - Braga - Legia Warszawa - AEK Lárnakasz - Lugano | - CFR Cluj - Levszki Szofija - Celje - Baník Ostrava | - Sahtar Doneck - Midtjylland - Anderlecht - Sheriff Tiraspol | - Beşiktaş - Utrecht - Häcken - Hibernian |

### 2. selejtezőkör, párosítások
Az első mérkőzéseket július 25-én, a második mérkőzéseket augusztus 1-jén játsszák. A párosítások győztesei a 3. selejtezőkör főágára kerülnek. A vesztesek a KL 3. selejtezőkörének főágára kerülnek.
| 1. csapat        | Össz.Tooltip Aggregate score | 2. csapat      | 1. mérk. | 2. mérk.   |
| ---------------- | ---------------------------- | -------------- | -------- | ---------- |
| Lugano           | 0–1                          | CFR Cluj       | 0–0      | 1–0 (h.u.) |
| Celje            | 2–3                          | AEK Lárnakasz  | 1–1      | 1–2        |
| Levszki Szofija  | 0–1                          | Braga          | 0–0      | 0–1 (h.u.) |
| Baník Ostrava    | 3–4                          | Legia Warszawa | 2–2      | 1–2        |
| Anderlecht       | 2–2 (t. 2–4)                 | Häcken         | 1–0      | 1–2 (h.u.) |
| Sheriff Tiraspol | 2–7                          | Utrecht        | 1–3      | 1–4        |
| Midtjylland      | 3–2                          | Hibernian      | 1–1      | 2–1 (h.u.) |
| Beşiktaş         | 2–6                          | Sahtar Doneck  | 2–4      | 0–2        |

### 2. selejtezőkör, mérkőzések
| 2025. július 24. 20:30 |

| Lugano | 0–0         | CFR Cluj |
| ------ | ----------- | -------- |
|        | Jegyzőkönyv |          |

| Stockhorn Arena, Thun Nézőszám: 941 Játékvezető: Darren England (angol) |

| 2025. július 31. 19:30 (20:30 UTC+3) |

| CFR Cluj   | 1–0 (h. u.)       | Lugano |
| ---------- | ----------------- | ------ |
| Sinyan 96' | (0–0) Jegyzőkönyv |        |

| Dr. Constantin Rădulescu Stadion, Kolozsvár Nézőszám: 8 564 Játékvezető: Allard Lindhout (holland) |

| 2025. július 24. 20:00 |

| Celje                    | 1–1               | AEK Lárnakasz            |
| ------------------------ | ----------------- | ------------------------ |
| Kovačević 28' (11-esből) | (1–0) Jegyzőkönyv | Miličević 53' (11-esből) |

| Stadion Z'dežele, Celje Nézőszám: 3 145 Játékvezető: Bastien Dechepy (francia) |

| 2025. július 31. 18:30 (19:30 UTC+3) |

| AEK Lárnakasz         | 2–1               | Celje      |
| --------------------- | ----------------- | ---------- |
| Chacón 43' García 67' | (1–0) Jegyzőkönyv | Kvesić 88' |

| AEK Arena – Georgios Karapatakis, Lárnaka Nézőszám: 4 108 Játékvezető: Chris Kavanagh (angol) |

| 2025. július 24. 19:30 (20:30 UTC+3) |

| Levszki Szofija | 0–0         | Braga |
| --------------- | ----------- | ----- |
|                 | Jegyzőkönyv |       |

| Stadion Georgi Asparuhov, Szófia Nézőszám: 16 040 Játékvezető: Matteo Marchetti (olasz) |

| 2025. július 31. 21:00 (20:00 UTC+1) |

| Braga             | 1–0 (h. u.)       | Levszki Szofija |
| ----------------- | ----------------- | --------------- |
| Fran Navarro 106' | (0–0) Jegyzőkönyv |                 |

| Estádio Municipal, Braga Nézőszám: 16 771 Játékvezető: Lothar D'hondt (belga) |

| 2025. július 24. 19:00 |

| Baník Ostrava        | 2–2               | Legia Warszawa         |
| -------------------- | ----------------- | ---------------------- |
| Šín 13' Frydrych 65' | (1–1) Jegyzőkönyv | Kapustka 32' Nsame 88' |

| Městský stadion, Ostrava Nézőszám: 15 047 Játékvezető: Christian-Petru Ciochirca (osztrák) |

| 2025. július 31. 21:00 |

| Legia Warszawa                | 2–1               | Baník Ostrava |
| ----------------------------- | ----------------- | ------------- |
| Nsame 54' Pojezný 74' (öngól) | (0–1) Jegyzőkönyv | Prekop 15'    |

| Legia Warszawa Stadion, Varsó Nézőszám: 20 226 Játékvezető: Novak Simović (szerb) |

| 2025. július 24. 20:00 |

| Anderlecht  | 1–0               | Häcken |
| ----------- | ----------------- | ------ |
| Dolberg 35' | (1–0) Jegyzőkönyv |        |

| Constant Vanden Stock Stadion, Brüsszel Nézőszám: 12 291 Játékvezető: Eldorjan Hamiti (albán) |

| 2025. július 31. 19:00 |

| Häcken                                  | 2–1 (h. u.)       | Anderlecht                           |
| --------------------------------------- | ----------------- | ------------------------------------ |
| Svanbäck 33' Gustafson 90+2' (11-esből) | (1–0) Jegyzőkönyv | Dolberg 54'                          |
| Büntetőpárbaj                           |                   |                                      |
| Gustafson Layouni Lundkvist Berisha     | 4–2               | Hazard Augustinsson Llansana Vázquez |

| Bravida Arena, Göteborg Nézőszám: 4 016 Játékvezető: Patrik Kolarić (horvát) |

| 2025. július 24. 19:00 (20:00 UTC+3) |

| Sheriff Tiraspol | 1–3               | Utrecht                            |
| ---------------- | ----------------- | ---------------------------------- |
| Ademo 24'        | (1–1) Jegyzőkönyv | Jensen 33' Viergever 54' Blake 70' |

| Nisporeni Stadium, Nisporeni Nézőszám: 2 674 Játékvezető: Philip Farrugia (máltai) |

| 2025. július 31. 20:00 |

| Utrecht                                               | 4–1               | Sheriff Tiraspol |
| ----------------------------------------------------- | ----------------- | ---------------- |
| Jensen 27' Horemans 46' Viergever 56' El Karouani 89' | (1–0) Jegyzőkönyv | Odede 75'        |

| Stadion Galgenwaard, Utrecht Nézőszám: 21 611 Játékvezető: Chrysovalantis Theouli (ciprusi) |

| 2025. július 24. 19:30 |

| Midtjylland | 1–1               | Hibernian  |
| ----------- | ----------------- | ---------- |
| Şimşir 72'  | (0–1) Jegyzőkönyv | McGrath 7' |

| MCH Arena, Herning Nézőszám: 8 863 Játékvezető: Robert Schröder (német) |

| 2025. július 31. 21:00 (20:00 UTC+1) |

| Hibernian      | 1–2 (h. u.)       | Midtjylland             |
| -------------- | ----------------- | ----------------------- |
| Bushiri 105+2' | (0–0) Jegyzőkönyv | Osorio 94' Brumado 119' |

| Easter Road, Edinburgh Nézőszám: 19 536 Játékvezető: Gustavo Correia (portugál) |

| 2025. július 24. 20:00 (21:00 UTC+3) |

| Beşiktaş                              | 2–4               | Sahtar Doneck                             |
| ------------------------------------- | ----------------- | ----------------------------------------- |
| Abraham 40' (11-esből) João Mário 87' | (1–2) Jegyzőkönyv | Alisson 7' Eguinaldo 28' Kevin 67', 90+6' |

| Beşiktaş Stadion, Isztambul Nézőszám: 31 739 Játékvezető: Georgi Kabakov (bolgár) |

| 2025. július 31. 20:00 |

| Sahtar Doneck              | 2–0               | Beşiktaş |
| -------------------------- | ----------------- | -------- |
| Kevin 12' Kauã Elias 45+2' | (2–0) Jegyzőkönyv |          |

| Henryk Reyman Stadion, Krakkó Nézőszám: 12 828 Játékvezető: Juan Martínez Munuera (spanyol) |

## 3. selejtezőkör
A 3. selejtezőkör sorsolását 2025. július 21-én tartották.
A 3. selejtezőkörben 26 csapat vett részt. A kiemelés a klubok 2024-es együtthatói alapján történt. A csapatokat mindkét ágon 2 csoportra osztották. Az elsőként kisorsolt csapat volt az első mérkőzés pályaválasztója.
Bajnoki ág
| Csoport 1                         | Csoport 1                  | Csoport 2                                    | Csoport 2                             |
| Kiemelt                           | Nem kiemelt                | Kiemelt                                      | Nem kiemelt                           |
| --------------------------------- | -------------------------- | -------------------------------------------- | ------------------------------------- |
| * Rijeka - RFS - Lincoln Red Imps | * KuPS - Noah - Shelbourne | * Makkabi Tel Aviv - Zrinjski Mostar - Drita | * Breiðablik - FCSB - Ħamrun Spartans |

Főág
| Csoport 1                                     | Csoport 1                                            | Csoport 2                          | Csoport 2                           |
| Kiemelt                                       | Nem kiemelt                                          | Kiemelt                            | Nem kiemelt                         |
| --------------------------------------------- | ---------------------------------------------------- | ---------------------------------- | ----------------------------------- |
| * Braga - PAÓK - Midtjylland - Legia Warszawa | * CFR Cluj - AEK Lárnakasz - Wolfsberg - Fredrikstad | * Sahtar Doneck - Häcken - Utrecht | * Panathinaikósz - Servette - Brann |

Párosítások
| 1. csapat        | Össz.Tooltip Aggregate score | 2. csapat        | 1. mérk. | 2. mérk.     |
| ---------------- | ---------------------------- | ---------------- | -------- | ------------ |
| Bajnoki ág       |                              |                  |          |              |
| Lincoln Red Imps | Meccs 1                      | Noah             | 1–1      | Augusztus 14 |
| Rijeka           | Meccs 2                      | Shelbourne       | 1–2      | Augusztus 14 |
| RFS              | Meccs 3                      | KuPS             | 1–2      | Augusztus 14 |
| Ħamrun Spartans  | Meccs 4                      | Makkabi Tel Aviv | 1–2      | Augusztus 14 |
| Zrinjski Mostar  | Meccs 5                      | Breiðablik       | 1–1      | Augusztus 14 |
| FCSB             | Meccs 6                      | Drita            | 3–2      | Augusztus 14 |
| Fő ág            |                              |                  |          |              |
| AEK Lárnakasz    | Meccs 1                      | Legia Warszawa   | 4–1      | Augusztus 14 |
| Fredrikstad      | Meccs 2                      | Midtjylland      | 1–3      | Augusztus 14 |
| CFR Cluj         | Meccs 3                      | Braga            | 1–2      | Augusztus 14 |
| PAÓK             | Meccs 4                      | Wolfsberg        | 0–0      | Augusztus 14 |
| Servette         | Meccs 5                      | Utrecht          | 1–3      | Augusztus 14 |
| Häcken           | Meccs 6                      | Brann            | 0–2      | Augusztus 14 |
| Panathinaikósz   | Meccs 7                      | Sahtar Doneck    | 0–0      | Augusztus 14 |

### 3. selejtezőkör, mérkőzések
| 2025. augusztus 7. 18:00 |

| Lincoln Red Imps FC      | 1–1               | Noah     |
| ------------------------ | ----------------- | -------- |
| De Barr 45+9' (11-esből) | (1–1) Jegyzőkönyv | Eteki 9' |

| Europa Sports Park, Gibraltár Nézőszám: 728 Játékvezető: Filip Glova (szlovák) |

| 2025. augusztus 14. 18:00 (21:00 UTC+4) |

| Noah | v           | Lincoln Red Imps FC |
| ---- | ----------- | ------------------- |
|      | Jegyzőkönyv |                     |

| Abovyan City Stadium, Abovyan Játékvezető: Sebastian Gishamer (osztrák) |

| 2025. augusztus 6. 20:45 |

| Rijeka       | 1–2               | Shelbourne          |
| ------------ | ----------------- | ------------------- |
| Janković 56' | (0–0) Jegyzőkönyv | Bone 58' Martin 70' |

| Rujevica Stadion, Fiume Nézőszám: 6 495 Játékvezető: Ricardo de Burgos Bengoetxea (spanyol) |

| 2025. augusztus 14. 20:45 (19:45 UTC+4) |

| Shelbourne | v           | Rijeka |
| ---------- | ----------- | ------ |
|            | Jegyzőkönyv |        |

| Tolka Park, Dublin Játékvezető: Marian Alexandru Barbu (román) |

| 2025. augusztus 6. 19:00 (20:00 UTC+3) |

| RFS          | 1–2               | KuPS                  |
| ------------ | ----------------- | --------------------- |
| Diedhiou 61' | (0–2) Jegyzőkönyv | Oksanen 14' Toure 24' |

| LNK Sporta Parks, Riga Nézőszám: 1 584 Játékvezető: Aliyar Aghayev (azeri) |

| 2025. augusztus 14. 17:00 (18:00 UTC+3) |

| KuPS | v           | RFS |
| ---- | ----------- | --- |
|      | Jegyzőkönyv |     |

| Kuopioi Labdarúgó Stadion, Kuopio Játékvezető: Berke Balázs (magyar) |

| 2025. augusztus 5. 19:00 |

| Ħamrun Spartans      | 1–2               | Makkabi Tel-Aviv        |
| -------------------- | ----------------- | ----------------------- |
| Koffi 71' (11-esből) | (0–0) Jegyzőkönyv | Revivo 79' Madmon 90+6' |

| Tony Bezzina Stadion, Paola Nézőszám: 1 097 Játékvezető: Kristo Tohver (észt) |

| 2025. augusztus14. 20:00 |

| Makkabi Tel-Aviv | v           | Ħamrun Spartans |
| ---------------- | ----------- | --------------- |
|                  | Jegyzőkönyv |                 |

| TSC Aréna, Topolya Játékvezető: Rohit Saggi (norvég) |

| 2025. augusztus 7. 20:00 |

| Zrinjski Mostar        | 1–1               | Breiðablik             |
| ---------------------- | ----------------- | ---------------------- |
| Bilbija 72' (11-esből) | (0–1) Jegyzőkönyv | Thomsen 18' (11-esből) |

| HŠK Zrinjski Stadion, Mostar Nézőszám: 5 600 Játékvezető: Enea Jorgji (albán) |

| 2025. augusztus 14. 19:30 (17:30 UTC±0) |

| Breiðablik | v           | Zrinjski Mostar |
| ---------- | ----------- | --------------- |
|            | Jegyzőkönyv |                 |

| Kópavogsvöllur, Kópavogur Játékvezető: Anastasios Papapetrou (görög) |

| 2025. augusztus 7. 20:30 (21:30 UTC+3) |

| FCSB                                       | 3–2               | Drita              |
| ------------------------------------------ | ----------------- | ------------------ |
| Bîrligea 64', 90+4' (11-esből) Graovac 72' | (0–1) Jegyzőkönyv | Tusha 7' Manaj 50' |

| Nemzeti Stadion, Bukarest Nézőszám: 13 825 Játékvezető: Damian Sylwestrzak (lengyel) |

| 2025. augusztus 14. 20:00 |

| Drita | v           | FCSB |
| ----- | ----------- | ---- |
|       | Jegyzőkönyv |      |

| Fadil Vokrri Stadion, Pristina Játékvezető: Giorgi Kruashvili (georgiai) |

| 2025. augusztus 7. 18:30 (19:30 UTC+3) |

| AEK Lárnakasz                                         | 4–1               | Legia Warszawa |
| ----------------------------------------------------- | ----------------- | -------------- |
| Pons 16' Angielski 48' Chacón 78' Rajović 85' (öngól) | (1–1) Jegyzőkönyv | Nsame 18'      |

| AEK Aréna, Lárnaka Nézőszám: 4 102 Játékvezető: Horațiu Feșnic (román) |

| 2025. augusztus 14. 21:00 |

| Legia Warszawa | v           | AEK Lárnakasz |
| -------------- | ----------- | ------------- |
|                | Jegyzőkönyv |               |

| Marshall Józef Piłsudski Legia Varsó Stadion, Varsó Játékvezető: Andris Treimanis (lett) |